# Novi Biliari
Novi Biliari (en ucraniano: Нові Білярі) es un pueblo ucraniano perteneciente al óblast de Odesa. Situado en el suroeste del país, es parte del raión de Odesa y del municipio (hromada) de Pivdenne.

## Toponimia
El nombre del asentamiento en ruso es Nove Beliari (en ruso: Новые Беляры). 

## Geografía
Novi Biliari se encuentra en la margen derecha del limán del Adzhalik Menor, 22 km al sur de Dobroslav y a unos 26 km al noreste de Odesa. 

## Historia
El lugar fue poblado en los años 30 conocido como Neu-Annental (en alemán: Neu-Annental; en ucraniano: Ней-Анненталь), destruido durante la Segunda Guerra Mundial y refundado oficialmente en 1946. 
En 1974, el pueblo que existía hasta entonces recibió el estatus de asentamiento de tipo urbano y forma parte de la zona portuaria de Pivdenne.  
Hasta el 18 de julio de 2020, Novi Biliari era parte del raión de Limán. El raión fue abolido en julio de 2020 como parte de la reforma administrativa de Ucrania, que redujo el número de raiones del óblast de Odesa a siete. El área del raión de Limán se dividió entre los raiones de Odesa y Berezivka, y Dobroslav se transfirió al primero.En 2023, Novi Biliari perdió el estatus de asentamiento de tipo urbano debido a la eliminación de este estatus administrativo.

## Demografía
La evolución de la población de Novi Biliari entre 1979 y 2022 fue la siguiente:
| 4586                                                          | 2780 | 834 | 478 | 191 | 190 | 187 | 182 |
| (Fuente: Cities & Towns of Ukraine y UKRAINE: Größere Städte) |      |     |     |     |     |     |     |

Según el censo de 2001, la lengua materna de la mayoría de los habitantes, el 71,94%, es el ucraniano; y del 26,5% es el ruso.

## Infraestructura

### Transporte
Novi Biliari está en la autopista M28 que conecta Odesa con Yuzhné, donde se conecta con la autopista M14 que va a Mikolaiv. Las estaciones de tren más cercanas con tráfico de pasajeros se encuentran en Odesa.